# Trung tâm Tài chính Quốc tế Bình An
Trung tâm Tài chính Quốc tế Bình An hay Trung tâm Tài chính Quốc tế Ping An (còn được biết đến là Ping An IFC) (tiếng Trung:平安国际金融中心) là một tòa nhà chọc trời cao 115 tầng ở Thâm Quyến, tỉnh Quảng Đông, Trung Quốc. Tòa nhà được ủy quyền bởi Bảo hiểm Bình An và được thiết kế bởi công ty kiến trúc Mỹ Kohn Pedersen Fox. Nó được hoàn thành vào năm 2017 và trở thành tòa nhà cao thứ 4 thế giới.

## Phát triển
Tòa nhà nằm trong Khu Trung tâm Thương mại Thâm Quyến ở Phúc Điền. 18.931 m² của nó đã được mua bởi Bảo hiểm Ping An thông qua bán đấu giá ở mức giá 1,6568 tỷ Nhân dân tệ vào ngày 6 tháng 11 năm 2007. Thiết kế của tòa nhà bắt đầu vào năm 2008 với Kohn Pedersen Fox cung cấp thiết kế kiến trúc và Thornton Tomasetti cung cấp thiết kế kết cấu. Viên đá đầu tiên của nó được đặt vào ngày 29 tháng 8 năm 2009 và việc xây dựng bắt đầu vào tháng 11 cùng năm. Tổng Công ty Xây dựng Trung Quốc được thuê làm nhà thầu để xây dựng tòa nhà.
Vào ngày 15 tháng 3 năm 2013, quá trình xây dựng bị tạm dừng, do việc sử dụng bê tông bị nghi ngờ sử dụng cát biển chưa qua chế biến, có thể ăn mòn kết cấu thép. Việc xây dựng được tiếp tục trên sau khi thử nghiệm mẫu.
Vào sáng ngày 15 tháng 7 năm 2014, khi một cột thép 10 mét được nâng lên vị trí, tòa nhà chọc trời vượt quá chiều cao 443,8 mét, vượt qua tháp Kingkey 100 để trở thành tòa nhà cao nhất ở Thâm Quyến.
Việc xây dựng hoàn thành vào ngày 30 tháng 4 năm 2015, và trở thành tòa nhà cao thứ 2 ở Trung Quốc ở chiều cao 599 mét. Kế hoạch ban đầu là thêm một ăng-ten dài 60 mét trên đỉnh tòa nhà để vượt qua Tháp Thượng Hải và trở thành tòa nhà cao nhất ở Trung Quốc. Tuy nhiên, vào tháng 2 năm 2015, nó đã được quyết định rằng ăng-ten sẽ không lắp trên đỉnh tháp do có khả năng nó có thể cản trở đường bay.

## Tính năng
Tòa nhà chứa văn phòng, khách sạn và không gian bán lẻ, một trung tâm hội nghị và một trung tâm mua sắm cao cấp. Hai mảng trên cùng có một tầng quan sát. Như tên gọi của nó, nó cũng là trụ sở của Bảo hiểm Ping An. Thiết kế của tòa nhà này có nghĩa là độc đáo và thanh lịch, và đại diện cho lịch sử và những thành tựu của người thuê tòa nhà chính. Một mặt tiền bằng thép không gỉ nặng khoảng 1700 tấn cung cấp một thiết kế hiện đại cho tòa nhà.
Tòa nhà có tổng diện tích sàn là 378.600 mét vuông. Tháp 115 tầng có tỉ lệ co chiều rộng là 1:10 và cũng có bục 11 tầng. Bao gồm cả bục, tòa nhà có 495.520 mét vuông diện tích sàn. Một  tầng hầm năm tầng cho thêm 90.000 mét vuông diện tích. Tòa tháp 620.000 tấn có tám cột chính tạo nên cấu trúc thượng tầng. Các cột kích thước dao động từ khoảng 6 x 3,2 m ở mức thấp nhất đến 2,9 x 1.4 m ở đỉnh tháp.

## Thang máy
Trung tâm Tài chính Quốc tế Ping An được trang bị 33 thang máy kép với thiết kế tới đích với tốc độ lên đến 10 m/s.

## Nỗ lực leo lên
Vào tháng 1 năm 2015, nhiếp ảnh gia người Malaysia Keow Wee Loong liều lĩnh leo lên tòa nhà không hoàn chỉnh và phát hành một cảnh quay video và một bức ảnh chụp từ một cần cẩu ở trên đỉnh tòa tháp.
Dấu mốc sau đó được tăng lên trong Năm Mới Trung Quốc vào ngày 19 tháng 2 năm 2015 bởi hai nhà thám hiểm Nga và Ukraina, Vadim Makhorov và Vitaly Raskalov từ tầng khác, người đã trèo lên một cái cần cẩu phía dưới tháp xây dựng và ghi lại sự tiến bộ của họ với video và ảnh.
Vào ngày 30 tháng 10 năm 2016, tại 1 giờ sáng tòa nhà được leo lên bởi Vennphang, Fishstoryer và Sander Kole.
Vào tháng 10 năm 2016, nó đã được leo lên bởi James Sight và hai người bạn từ kênh YouTube Illsight. Họ đã lên được tới mái nhà, nhưng đã bị bắt ngay sau khi có an ninh.

## Giai đoạn 2
Một tòa nhà thứ hai của dự án, một tòa nhà chọc trời 290 mét, 47 tầng, được biết đến là tháp phía nam, nằm trong giai đoạn nền tảng của nó. Việc xây dựng bắt đầu vào tháng 4 năm 2014 và đã hoàn thành vào năm 2018. Khu phức hợp bao gồm một cây cầu bán lẻ theo kế hoạch nối hai tòa nhà chọc trời từ tầng 3 qua tầng 6.
Tuy nhiên, tòa nhà thứ hai đã hoàn thành và mở cửa vào năm 2018.

## Thư viện xây dựng

Trung tâm Tài chính Ping An, Thâm Quyến
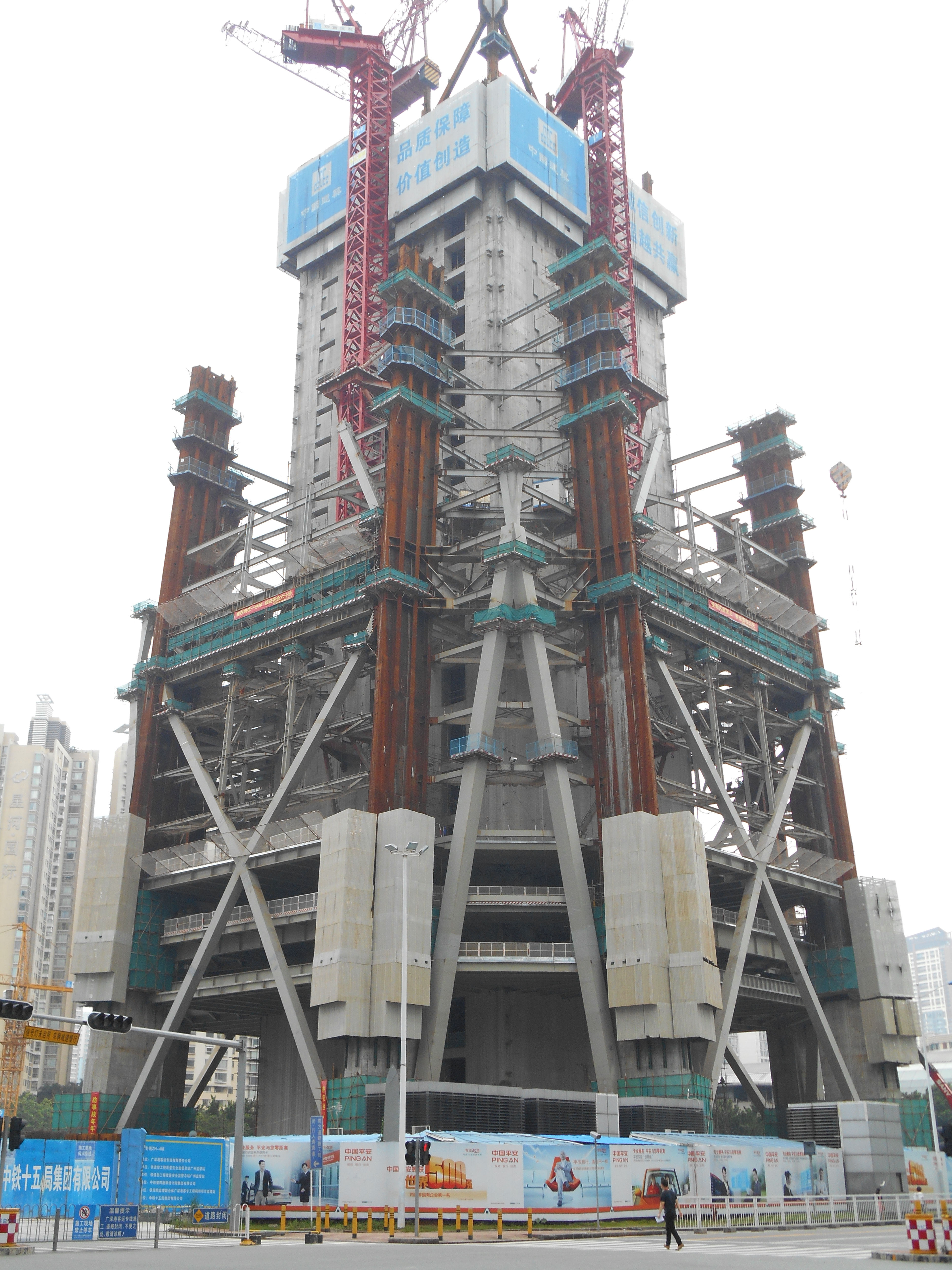
Tháng sáu 2013
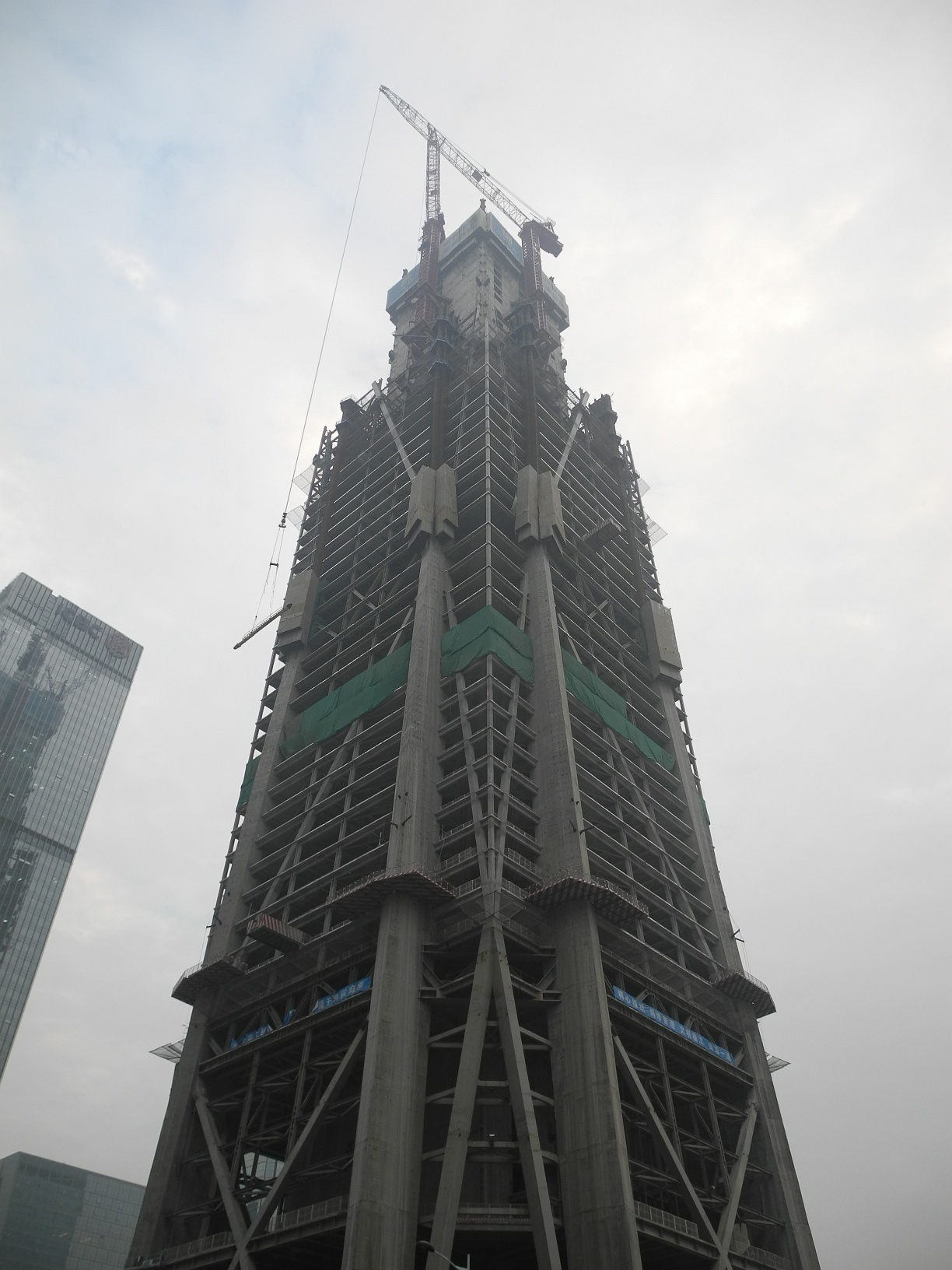
Tháng mười hai 2013
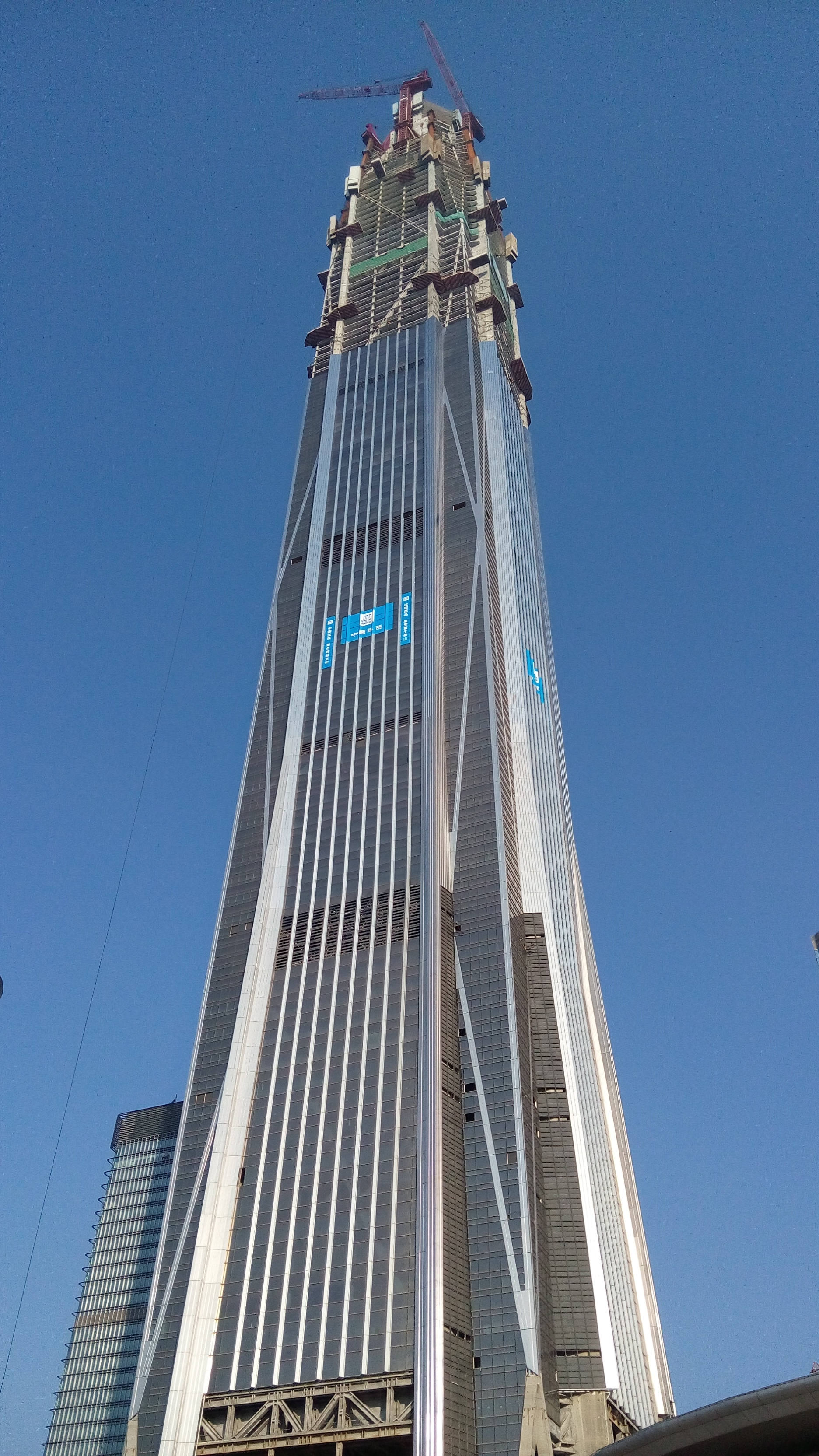
Tháng mười hai 2014
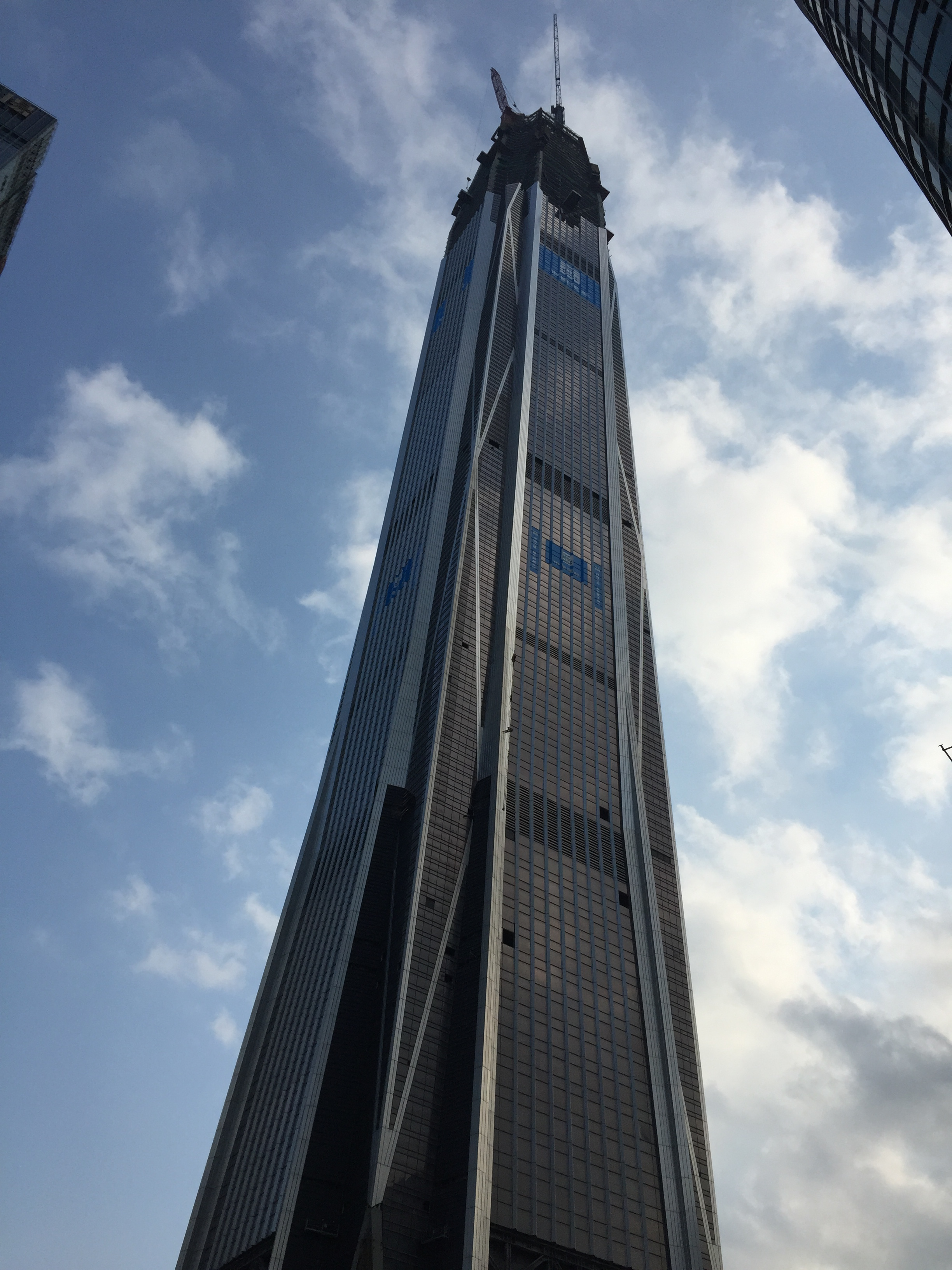
Tháng 5 2015
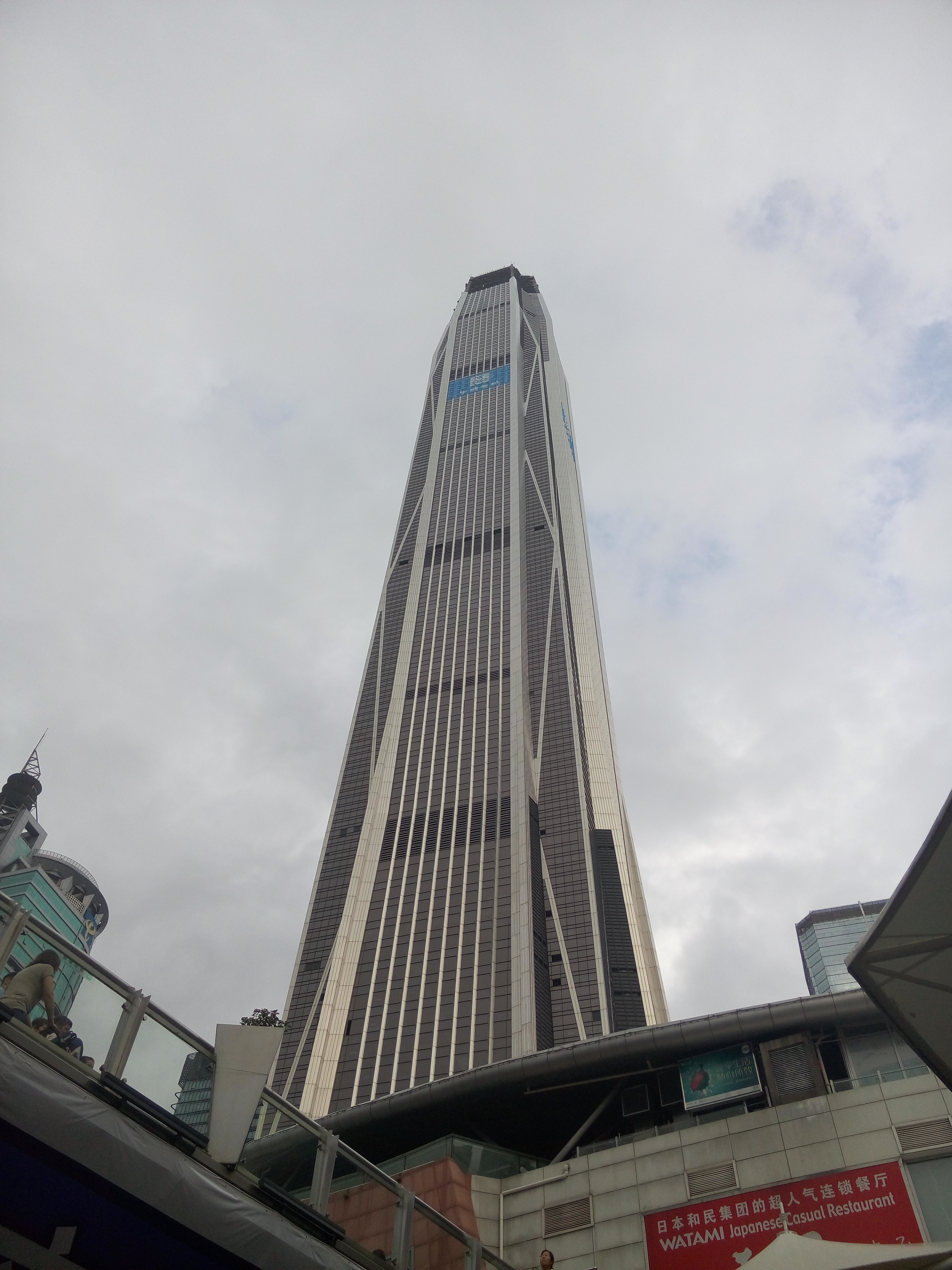
Tháng tám 2015
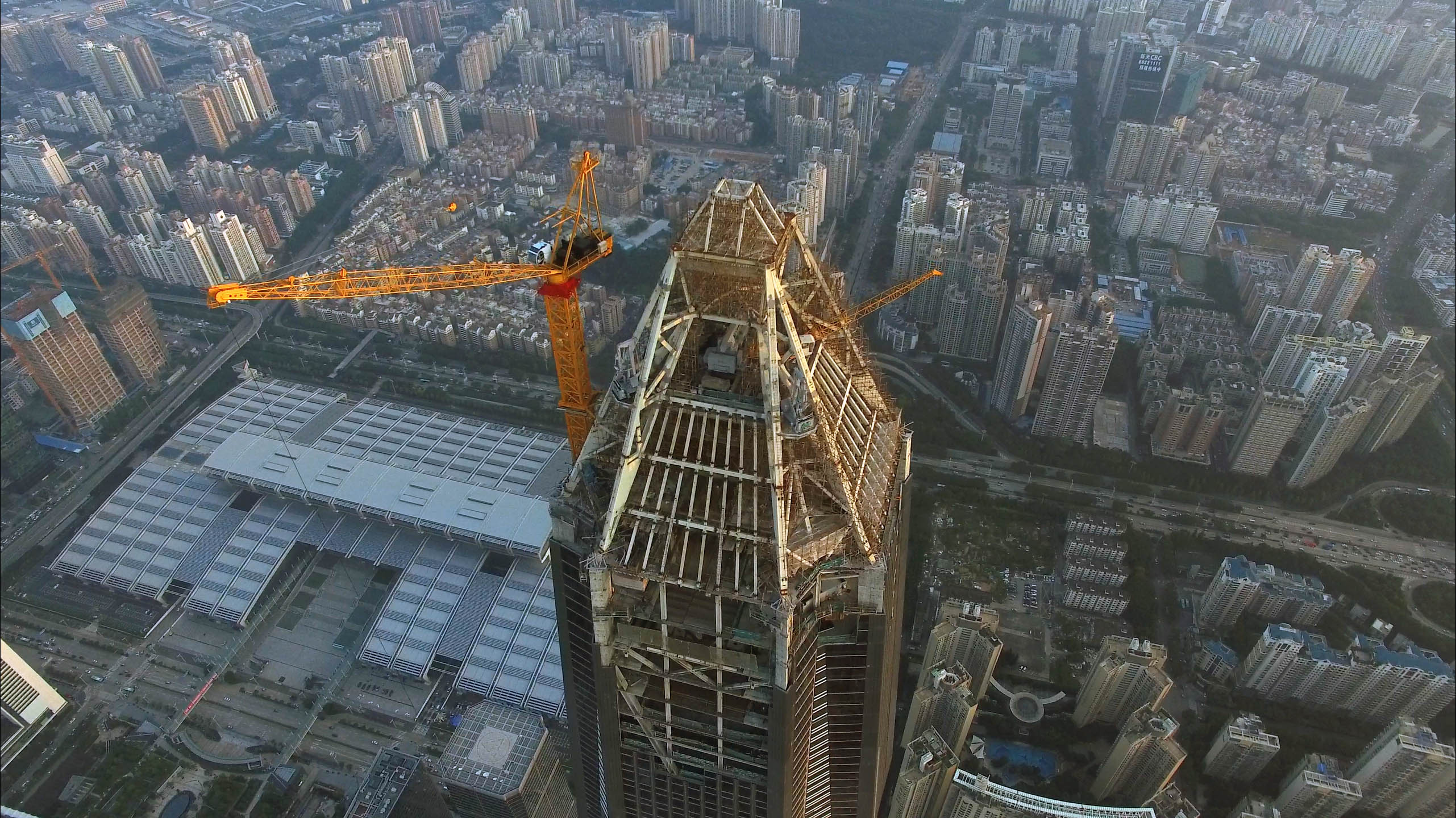
Tháng chín năm 2015
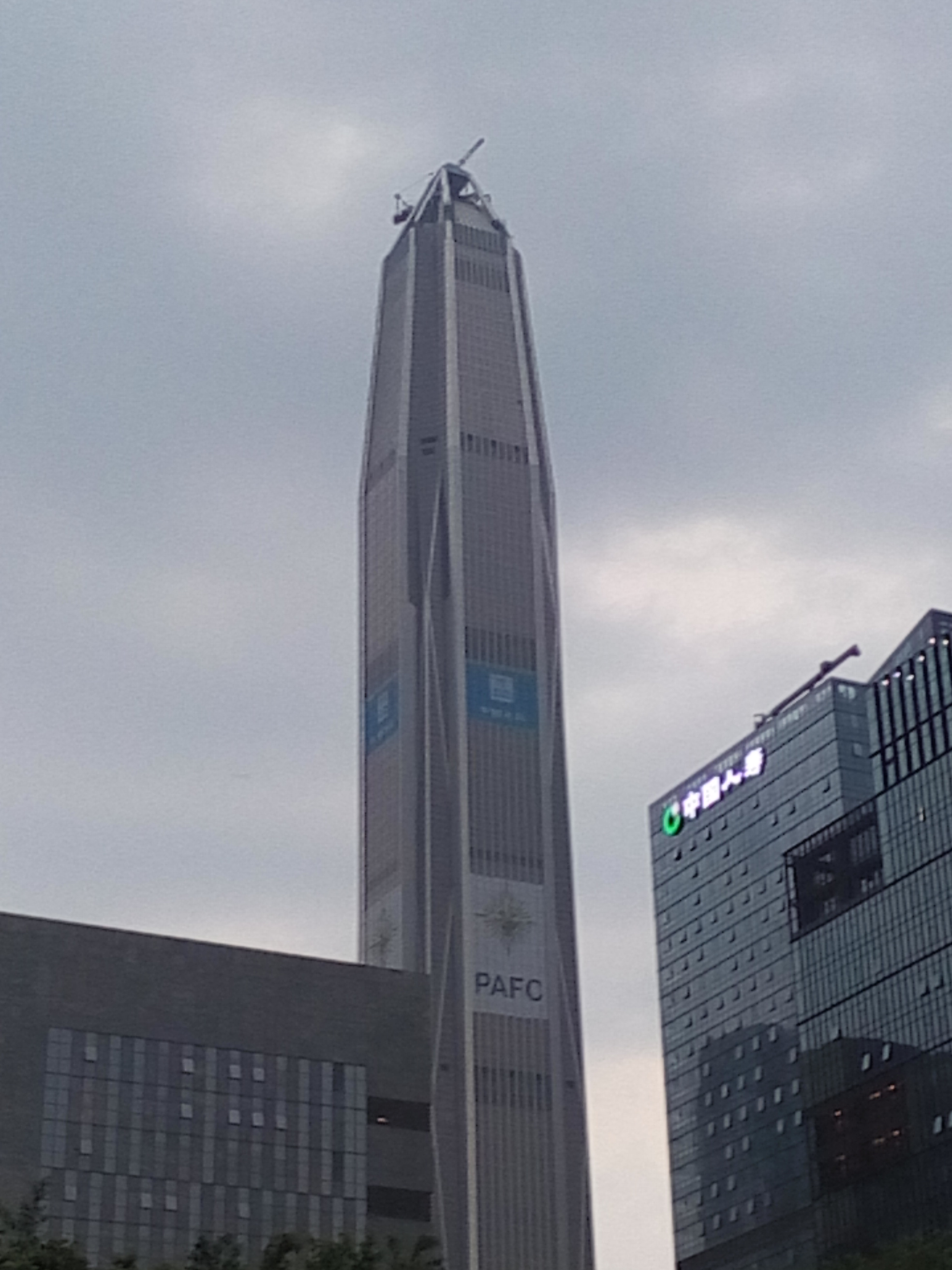
Tháng ba năm 2016
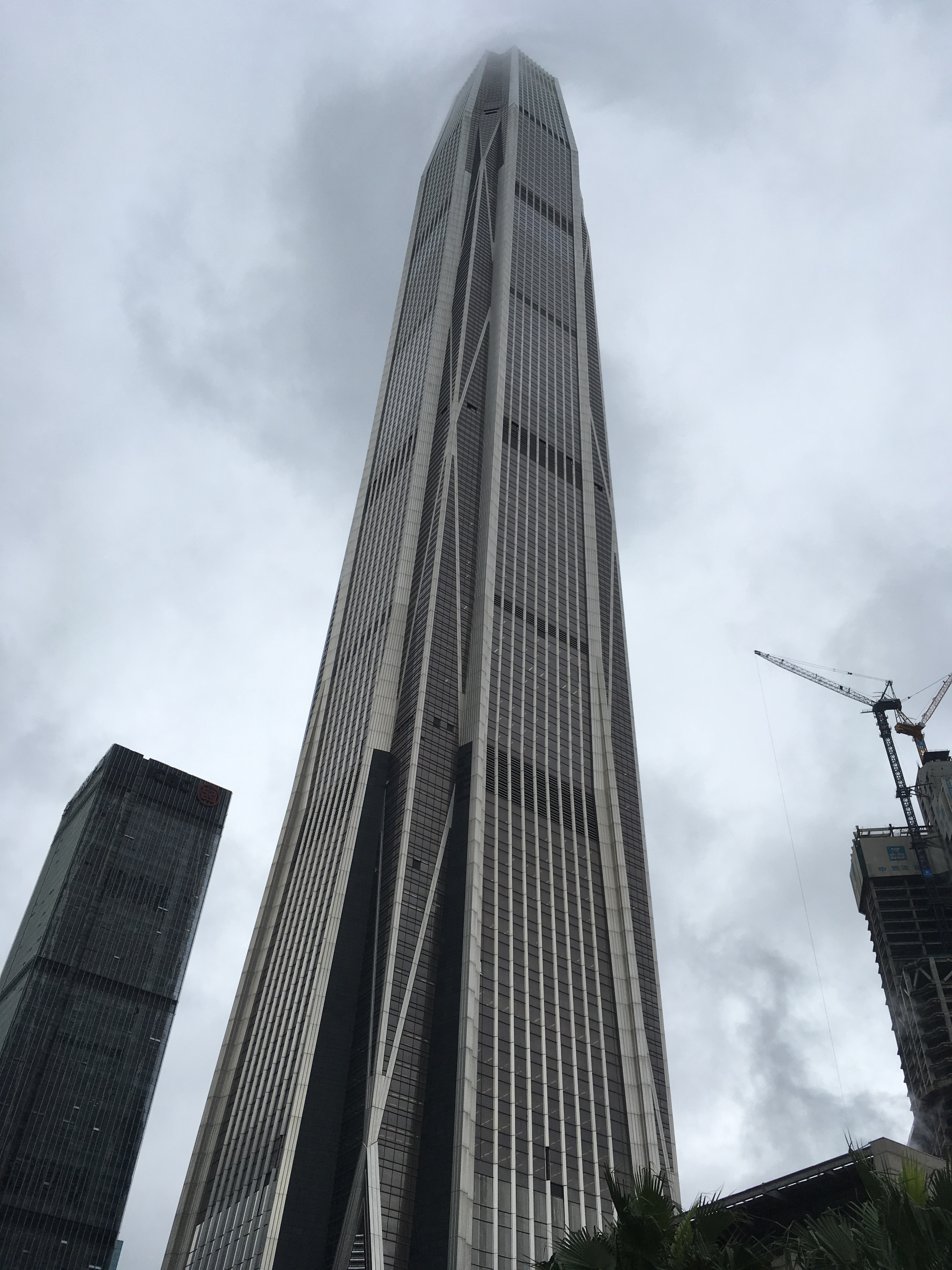
Tháng mười một năm 2016
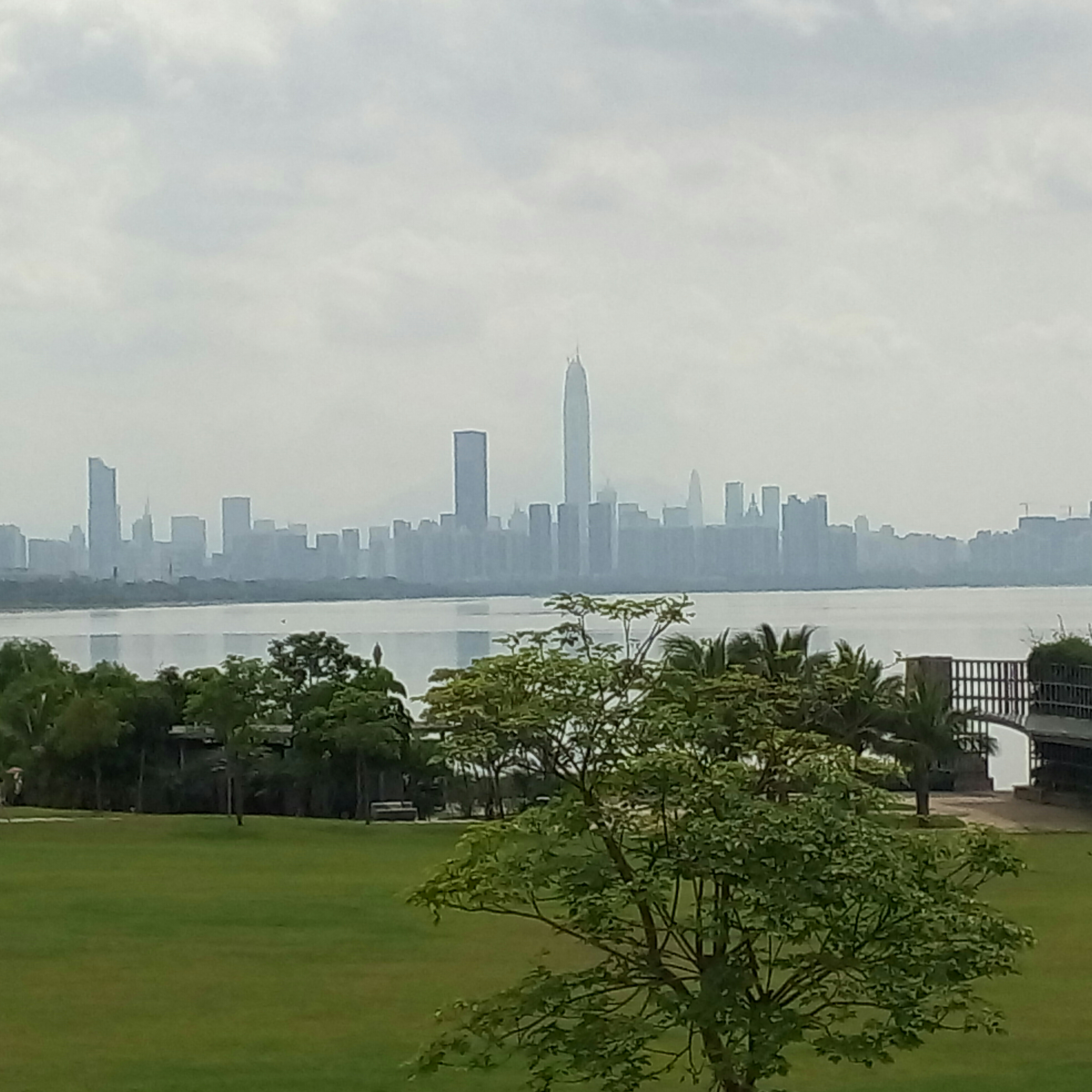
Đường chân trời của Thâm Quyến, tòa nhà cao nhất ở giữa là Trung tâm Tài chính Quốc tế Bình An